# 人偶扮演
人偶扮演（日语： 英語：），是一种带着面具以及穿著人偶服（全包緊身衣）的Cosplay，起源于各种日本动画的官方舞台表演，后来也被业余爱好者改编。在日本，大多数表演者将这种Cosplay称为“Kigurumi”（由日語中的「着ぐるみ」羅馬音讀法而來），而在海外，“Animegao”（アニメ颜，Anime脸，“日本动画样式的脸”）更为流行，以作为区分连身衣的Cosplay。Kigurumi原本是日本Cosplay场景中非常小的一部分，但在 2005 年左右，它也开始引起海外的关注，慢慢地在各個國家和地區流行開來，包括中國、韓國等部分其它亞洲國家及地區，甚至是美國、加拿大與歐洲等地區。
和其他的形式的Cosplay一樣，許多Kigurumi扮演者會選擇扮演人形女性的動漫或遊戲角色，而不論扮演者原本的性別，但除此之外也有些人樂於扮演自創角色。

## 呈現形式與表演

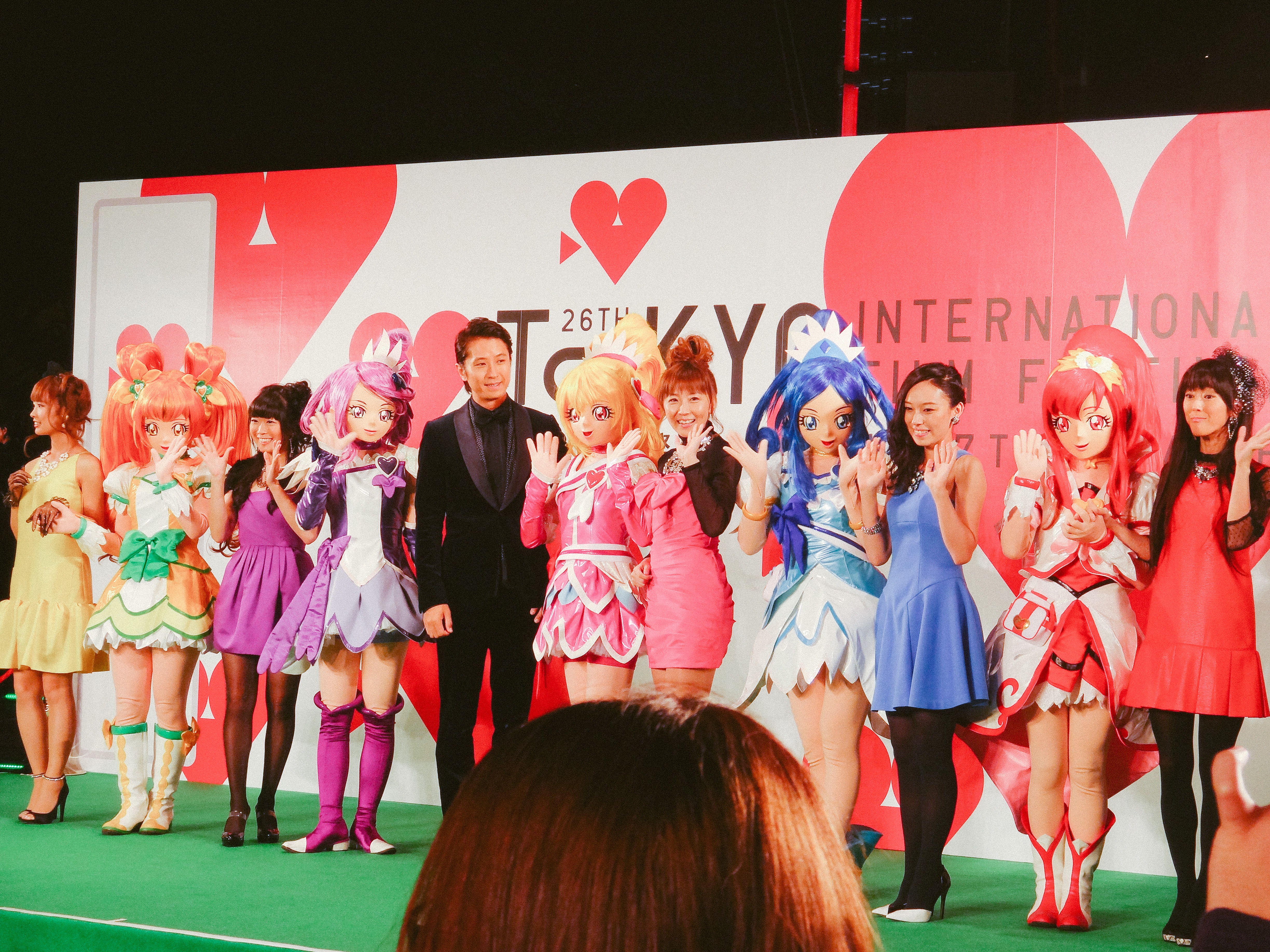
第26届东京国际电影节上的光之美少女角色表演服装

在服裝上，Kigurumi扮演者必須先穿著一件從頭部包覆到腳趾的全包緊身衣（英文：Zentai）來使表演者擁有更接近於動漫角色的光滑皮膚。穿上角色服裝後扮演者最後會戴上黏土或纖維強化塑膠材質的面具，面具上通常會有和原本角色類似的五官比例與表情。透過這樣的穿著，Kigurumi扮演者可以更加完美的還原原始角色。目前有許多工作室都有提供製作面具的服務。
Kigurumi的扮演者在完成穿著後就必須仰賴語言以外的方式和外界溝通，一來發生的聲音並不符合原本的角色，二來在發出聲音的同時面具的表情並不會隨之變化，反而會讓人覺得詭異。除了手語之外，近年來也有扮演者開始使用筆談機，或者使用其它如觸控筆來操作手機來進行溝通。
和一般Cosplay不一樣的是，Kigurumi扮演者十分需要有助手隨時在旁協助。助手一般必須要負責擔任扮演者和民眾之間的橋樑，替扮演者發聲以及隨時應對任何會發生的狀況。因為扮演者在面具內的視線是受限的，助手也必須隨時注意附近環境，確保扮演者行走上的安全。
雖然Kigurumi多半用於舞台秀以及單純興趣，但也逐漸延伸至各樣式的表演形式當中。DJ 桃知みなみ在表演時均會穿著Kigurumi；美國攝影師勞麗·西蒙斯拍攝了一系列與Kigurumi相關的作品；日本藝術家橋本ルル透過Kigurumi的形式搭配其穿著；在日本還有Kigurumi咖啡廳，服務員會在穿著Kigurumi的狀態下與客人進行互動。

## 例图

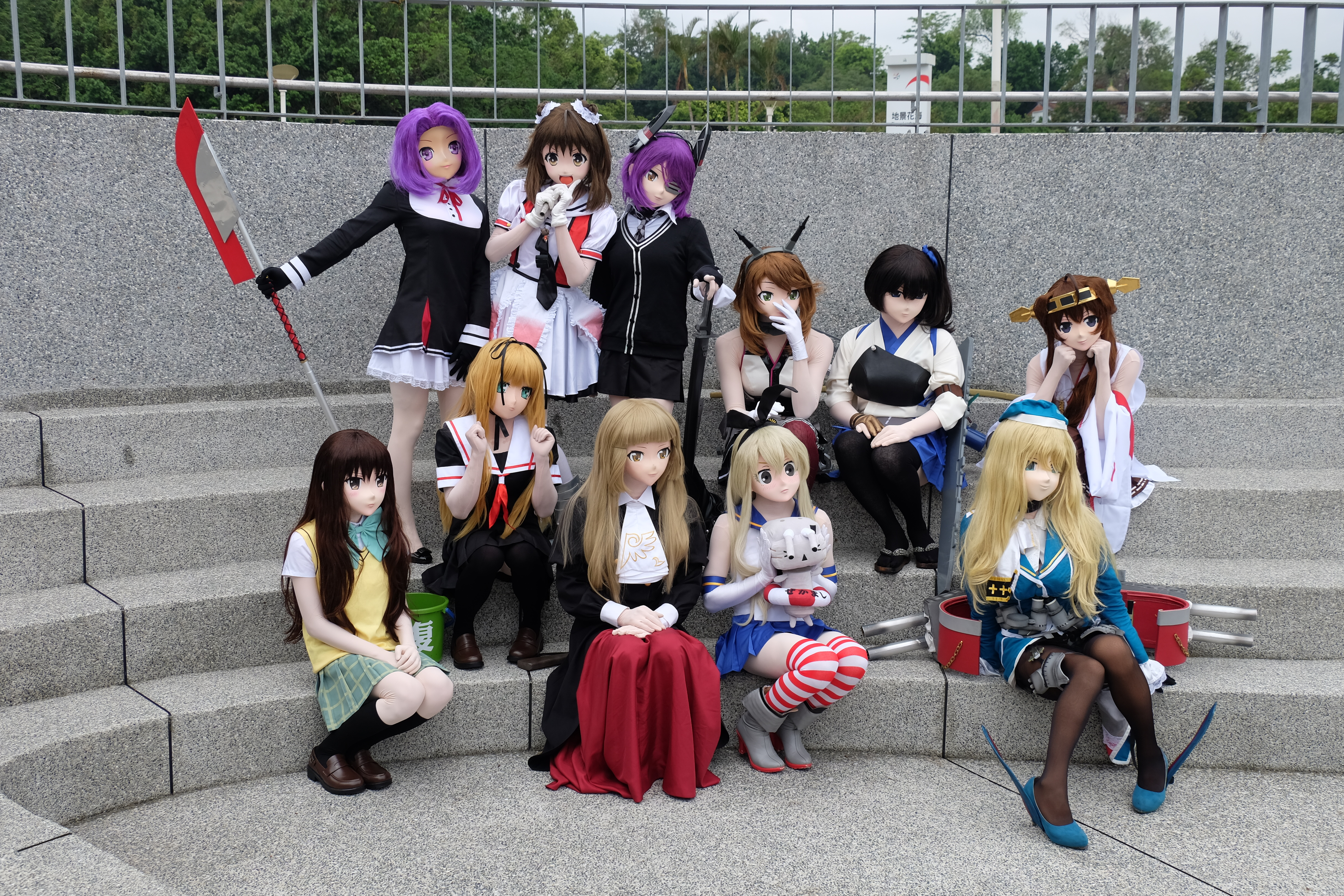
來自臺灣的艦隊收藏Kigurumi扮演者。
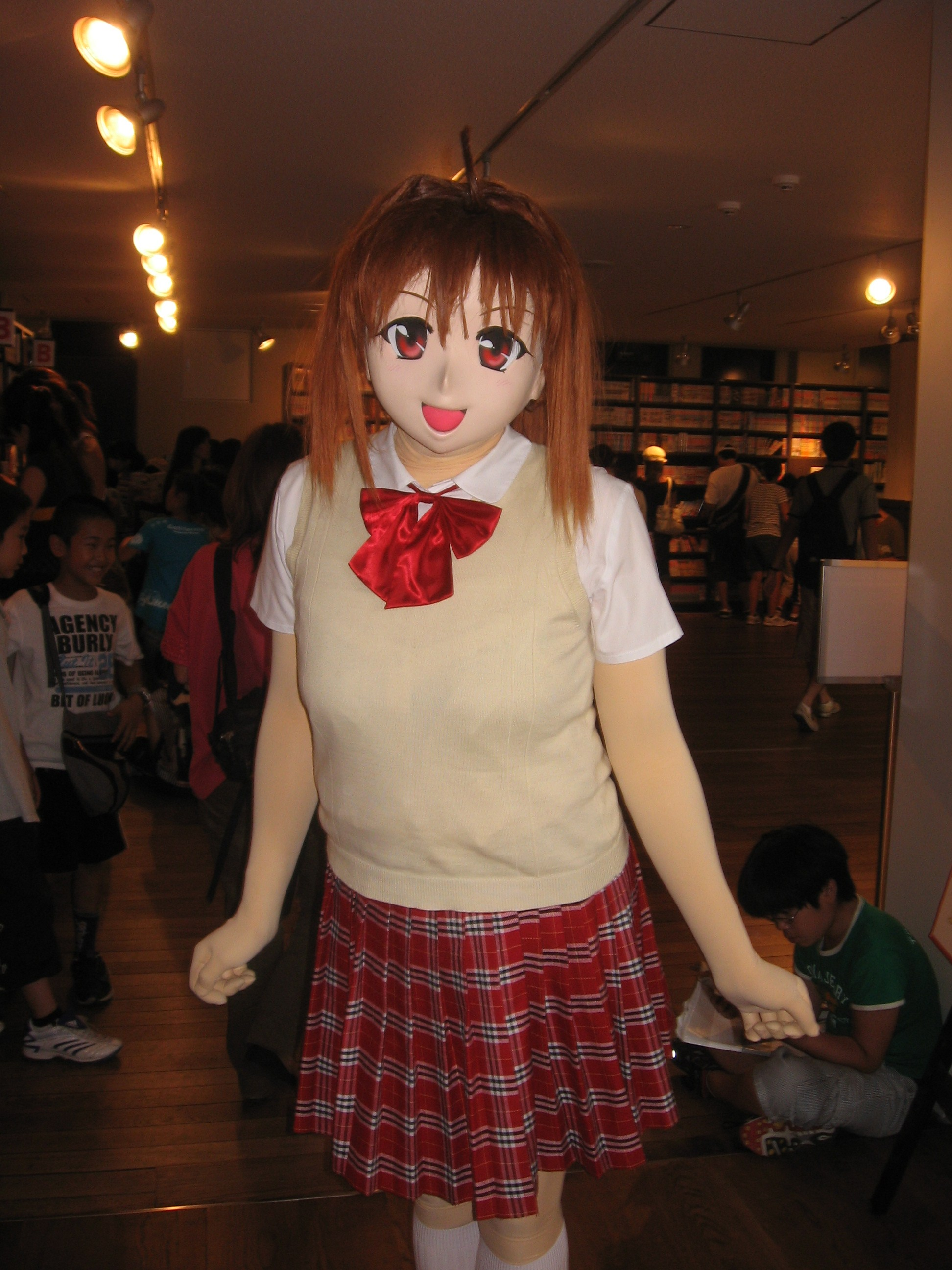
Kigurumi扮演者全身上下沒有暴露任何一吋的皮膚。